# Тигиняну, Ион Михайлович
Ион Михайлович Тигиняну (рум. Ion Tighineanu; род. 22 марта 1955, с. София, Дрокиевский район, Молдавская ССР, СССР) — молдавский физик. Доктор физико-математических наук, академик, действительный член АН Молдовы, президент Академии наук Молдовы с 9 апреля 2019. Om Emerit Молдавии (2005).

## Биография
Родился в селе София Дрокиевского района.
В 1972 году окончил среднюю школу с золотой медалью. В 1978 году окончил с отличием Московский инженерно-физический институт. В 1981 окончил аспирантуру Института имени Лебедева в Москве. С 1982 по 1998 работал в институте физики Академии наук Молдовы. С 1998 по 2004 проректор по науке Академии наук Молдавии.
В 1990 защитил диссертацию на доктора физико-математических наук «Влияние нестехиометрии и разупорядочения решетки на оптические и электрические свойства соединений типа A3B4 и A2B3/2C4/4».
В 2004 году был избран почётным президентом Академии наук Молдовы. Работал полномочным представителем Молдовы в ОИЯИ. Изучал материалы с особыми физическими свойствами.

## Награды
- Орден Почёта (2015).
- Орден «Трудовая слава» (2010).
- Om Emerit Молдавии (2005).
- Лауреат Межгосударственной премии СНГ «Звёзды Содружества» за 2020 год[2].